# Herbert Olofsson
Herbert Olofsson (* 8. April 1910 in Landskrona; † 1. Dezember 1978 in Stockholm) war ein schwedischer Ringer. Er war Vize-Europameister 1937 und Olympiavierter 1936 im griech.-röm. Stil im Leichtgewicht.

## Werdegang
Herbert Olofsson wuchs in Stockholm auf und war Feuerwehrmann. Er begann als Jugendlicher mit dem Ringen und startete für die Stockholmer Ringervereine Brandkårens IK bzw. BK Athen. Er betätigte sich ausschließlich im griech.-röm. Stil.
Nachdem er 1933 erstmals schwedischer Meister im Federgewicht geworden war, startete er im gleichen Jahr auch erstmals bei einer internationalen Meisterschaft, der Europameisterschaft in Helsinki. Dort stand er noch im Federgewicht und unterlag den Spitzenringern Wolfgang Ehrl aus Deutschland und Svend Martinsen aus Norwegen. Er belegte mit diesen Ergebnissen den 4. Platz.
Im Jahre 1935 nahm er an der Europameisterschaft in Kopenhagen teil. Im Leichtgewicht kam er dabei zu zwei Siegen, unterlag aber gegen Olympiasieger Lauri Koskela aus Finnland und Abraham Kurland aus Dänemark und belegte wieder den 4. Platz.
1936 qualifizierte er sich für die Teilnahme bei den Olympischen Spielen in Berlin. Im Leichtgewicht gelangen ihm dabei vier Siege. Gegen Olympiasieger Voldemar Väli aus Estland unterlag er aber und musste wegen des Erreichens von 5 Fehlpunkten ausscheiden, ohne noch die Möglichkeit zu haben um eine Medaille zu kämpfen. Er landete erneut auf dem 4. Platz.
Im Jahre 1937 gewann Herbert Olofsson bei der Europameisterschaft in Paris im Leichtgewicht endlich eine Medaille. Er besiegte in Paris u. a. den deutschen Meister Fritz Weikart aus Dortmund und Abraham Kurland und verlor nur gegen Lauri Koskela, womit er den 2. Platz belegte.
Ab 1938 musste er bei den schwedischen Meisterschaften Gösta Andersson der Vortritt lassen und kam daher zu keinen Einsatz bei internationalen Meisterschaften mehr.

## Internationale Erfolge
(OS = Olympische Spiele, EM = Europameisterschaft, GR = griech.-röm. Stil, Fe = Federgewicht, Le = Leichtgewicht, damals bis 61 kg bzw. 66 kg Körpergewicht)
- 1933, 4. Platz, EM in Helsinki, GR, Fe, nach Niederlagen gegen Wolfgang Ehrl, Deutschland u. Svend Martinsen, Norwegen;

- 1935, 4. Platz, EM in Kopenhagen, GR, Le, mit Siegen über Josef Grassl, Österreich u. Thomas Whitfield, England u. Niederlagen gegen Lauri Koskela, Finnland u. Abraham Kurland, Dänemark;

- 1936, 4. Platz, OS in Berlin, GR, Le, mit Siegen über Josef Grassl, Hassan Ali, Ägypten, Alberto Molfino, Italien u. Arild Dahl, Norwegen u. einer Niederlage gegen Voldemar Väli, Estland;

- 1937, 2. Platz, EM in Paris, GR, Le, mit Siegen über Dragomir Borlovan, Rumänien, Stanowiak, Polen, Groenewold, Niederlande u. Fritz Weikart, Deutschland u. einer Niederlage gegen Lauri Koskela